# 2010–2011-es olasz labdarúgókupa
Az olasz kupa 64. kiírása. A döntőt a Stadio Olimpicóban rendezték meg 2011. május 29-én.
A tornán 20 első osztályú, 22 másodosztályú, 27 harmadosztályú valamint 9 negyedosztályú  csapat vesz részt.

## Fordulók és időpontok
| Forduló      | 1. mérkőzés                              | 2. mérkőzés                              |
| ------------ | ---------------------------------------- | ---------------------------------------- |
| 1. forduló   | 2010. augusztus 8. – augusztus 10.       | 2010. augusztus 8. – augusztus 10.       |
| 2. forduló   | 2010. augusztus 12. – augusztus 15.      | 2010. augusztus 12. – augusztus 15.      |
| 3. forduló   | 2010. október 20. – október 29.          | 2010. október 20. – október 29.          |
| 4. forduló   | 2010. november 24. – december 1.         | 2010. november 24. – december 1.         |
| Nyolcaddöntő | 2010. december 14. – 2011. január 20.    | 2010. december 14. – 2011. január 20.    |
| Negyeddöntő  | 2011. január 26.                         | 2011. január 26.                         |
| Elődöntő     | 2011. április 20.                        | 2011. május 11.                          |
| Döntő        | 2011. május 29. (Róma, Olimpiai Stadion) | 2011. május 29. (Róma, Olimpiai Stadion) |

## Eredmények

### Első forduló
| 1. csapat       | Eredmény       | 2. csapat           |
| --------------- | -------------- | ------------------- |
| Virtus Lanciano | 2–1            | Carpi               |
| Sorrento        | 6–0            | Catanzaro           |
| Cavese          | 0–2            | Gubbio              |
| Benevento       | 5–1            | Este                |
| Lumezzane       | 2–0            | Pomezia             |
| Salernitana     | 0–2            | Südtirol-Alto Adige |
| Como            | 3–1            | Guidonia            |
| Verona          | 2–0            | Virtus Casarano     |
| Monza           | 2–1 (hu.)      | Virtus Entella      |
| Taranto         | 1–0            | Feralpi Salò        |
| Reggiana        | 2–1 (hu.)      | AlzanoCene          |
| SPAL            | 2–3            | Trapani             |
| Alessandria     | 6–0            | Santegidiese        |
| Cosenza         | 1–1 (Te.: 4-2) | Lucchese            |
| Foligno         | 3–2 (hu.)      | San Marino          |
| Cremonese       | 2–1 (hu.)      | Atletico Roma       |
| Ravenna         | 2–1            | Juve Stabia         |
| Ternana         | 3–1            | Spezia              |

### Második forduló
A fordulóban csatlakozó csapatok: AlbinoLeffe, Ascoli, Atalanta, Cittadella, Crotone, Empoli, Frosinone, Grosseto, Livorno, Modena, Novara, Padova, Pescara, Piacenza, Portogruaro, Reggina, Sassuolo, Siena, Torino, Triestina, Varese, Vicenza.
| 1. csapat   | Eredmény  | 2. csapat           |
| ----------- | --------- | ------------------- |
| Piacenza    | 5–3 (hu.) | Virtus Lanciano     |
| Modena      | 4–1       | Sorrento            |
| Grosseto    | 5–0       | Gubbio              |
| Vicenza     | 2–1       | Benevento           |
| Ascoli      | 3–1       | Lumezzane           |
| Portogruaro | 2–1       | Südtirol-Alto Adige |
| Crotone     | 1–0       | Triestina           |
| AlbinoLeffe | 3–1       | Pescara             |
| Como        | 1–3       | Varese              |
| Cittadella  | 2–0       | Verona              |
| Sassuolo    | 3–1       | Monza               |
| Novara      | 3–1 (hu.) | Taranto             |
| Empoli      | 4–1       | Reggiana            |
| Frosinone   | 3–1       | Trapani             |
| Reggina     | 1–0       | Alessandria         |
| Torino      | 3–1 (hu.) | Cosenza             |
| Atalanta    | 3–1       | Foligno             |
| Livorno     | 1–0       | Cremonese           |
| Padova      | 1–0       | Ravenna             |
| Siena       | 2–0       | Ternana             |

### Harmadik forduló
A fordulóban csatlakozó csapatok: Bari, Bologna, Brescia, Cagliari, Catania, Cesena, Chiveo, Fiorentina, Genoa, Lazio, Lecce, Udinese.
| 1. csapat  | Eredmény  | 2. csapat   |
| ---------- | --------- | ----------- |
| Cagliari   | 3–0       | Piacenza    |
| Bologna    | 3–2       | Modena      |
| Genoa      | 2–1 (hu.) | Grosseto    |
| Vicenza    | 1–0       | Ascoli      |
| Lazio      | 3–0       | Portogruaro |
| Crotone    | 0–1       | AlbinoLeffe |
| Catania    | 4–3 (hu.) | Varese      |
| Brescia    | 1–0       | Cittadella  |
| Chievo     | 2–0       | Sassuolo    |
| Cesena     | 1–3 (hu.) | Novara      |
| Fiorentina | 1–0 (hu.) | Empoli      |
| Frosinone  | 2–4 (hu.) | Reggina     |
| Bari       | 3–1       | Torino      |
| Atalanta   | 0–1       | Livorno     |
| Udinese    | 4–0       | Padova      |
| Lecce      | 3–2       | Siena       |

### Negyedik forduló
| 1. csapat  | Eredmény  | 2. csapat   |
| ---------- | --------- | ----------- |
| Cagliari   | 0–3       | Bologna     |
| Genoa      | 3–1 (hu.) | Vicenza     |
| Lazio      | 3–0       | AlbinoLeffe |
| Catania    | 5–1       | Brescia     |
| Chievo     | 3–0       | Novara      |
| Fiorentina | 3–0       | Reggina     |
| Bari       | 4–1       | Livorno     |
| Udinese    | 2–1 (hu.) | Lecce       |

### Nyolcaddöntő
A fordulóban csatlakozó csapatok: Internazionale, Juventus, Milan, Napoli, Palermo, Parma, Roma, Sampdoria.
| 1. csapat      | Eredmény       | 2. csapat  |
| -------------- | -------------- | ---------- |
| Napoli         | 2–1            | Bologna    |
| Internazionale | 3–2            | Genoa      |
| Roma           | 2–1            | Lazio      |
| Juventus       | 2–0            | Catania    |
| Palermo        | 1–0            | Chievo     |
| Parma          | 2–1 (hu.)      | Fiorentina |
| Milan          | 3–0            | Bari       |
| Sampdoria      | 2–2 (Te.: 5-4) | Udinese    |

### Negyeddöntő
| 1. csapat | Eredmény       | 2. csapat      |
| --------- | -------------- | -------------- |
| Napoli    | 0–0 (Te.: 4-5) | Internazionale |
| Juventus  | 0–2            | Roma           |
| Palermo   | 0–0 (Te.: 5-4) | Parma          |
| Sampdoria | 1–2            | Milan          |

### Elődöntő
| 1. csapat | Eredmény | 2. csapat      | 1. mérk. | 2. mérk. |
| --------- | -------- | -------------- | -------- | -------- |
| Roma      | 1–2      | Internazionale | 0–1      | 1–1      |
| Milan     | 3–4      | Palermo        | 2–2      | 1–2      |

### Döntő
| 2011. május 29. 21:00 (CEST) | Internazionale           | 3 – 1 | Palermo   | Stadio Olimpico, Róma Nézőszám: 70.000 Játékvezető: Morganti |
| 2011. május 29. 21:00 (CEST) | Eto'o 26' 76' Milito 92' | (1–0) | 88' Muñoz | Stadio Olimpico, Róma Nézőszám: 70.000 Játékvezető: Morganti |

| A 2010–2011-es olasz labdarúgókupa győztese: |
| -------------------------------------------- |
| Internazionale 7. cím                        |

## Lásd még
- Serie A 2010–2011
- Serie B 2010–2011